# 党啊，亲爱的妈妈
《党啊，亲爱的妈妈》是中国的一首共产党颂歌，由龚爱书、佘致迪作词，马殿银、周右作曲，旨在以母亲为喻颂扬中国共产党。 歌词本是河北省邯郸市的一名热爱文学的矿工龚爱书所作，原名为《妈妈，你的恩情该怎样报答》，表达儿女对母亲的感情，1981年发表。而後湖南省广播电视艺术团的佘致迪对其进行二次创作，将其升华为“重大题材”。1984年中国中央电视台春节联欢晚会上，本歌曲由歌唱家殷秀梅首次演唱，并广泛传唱开来。

## 相关事件
乌鲁木齐市2018年起实施的为全市常住人口0-6岁学儿童每人每天免费提供一袋纯牛奶的哺育工程，所提供的牛奶包装上都印有此歌。

## 相关链接
- 唱支山歌给党听
- 江山